# 陳憲 (嘉靖壬戌進士)
陳憲（1527年—？），字希原，山東登州府萊陽縣人，軍籍，明朝政治人物。

## 生平
嘉靖三十四年（1555年）乙卯科山東鄉試第二十八名舉人。嘉靖四十一年（1562年）中式壬戌科會試第二百八十四名，三甲第一百五十七名進士。授湖廣石门县知县，改官浙江崇德县知县。官至山西平阳府知府，多惠政，因母喪歸，卒。

## 家族
曾祖陳熊；祖父陳琰；父陳大佐，母王氏。慈侍下。兄陈宠。弟陈宝、陈容（听选官）。